# Johann Wiesel
Johann Wiesel (1583 – 1662) è stato un ottico tedesco.
Allievo del padre cappuccino Antonius Maria Schyrlaeus de Rheita (1604-1660), Wiesel costruì telescopi e microscopi e, seguendo le indicazioni di Chérubin d'Orléans (1613-1697), anche cannocchiali binoculari. Dal 1654 fu in corrispondenza con Christiaan Huygens (1629-1695). Nei cannocchiali di Wiesel l'oculare è alloggiato nel tubo più largo, mentre l'obiettivo è collocato nel più stretto, con una disposizione opposta a quella dei cannocchiali di fattura italiana. I cannocchiali di Wiesel furono introdotti in Inghilterra intorno al 1650; i costruttori inglesi ne adottarono il disegno, ma con una importante modifica: nei cannocchiali terrestri inglesi, a partire dalla fine del secolo, fu infatti montato l'oculare composto inventato da Giuseppe Campani (1635-1715).